# Diòcesi d'Àvila

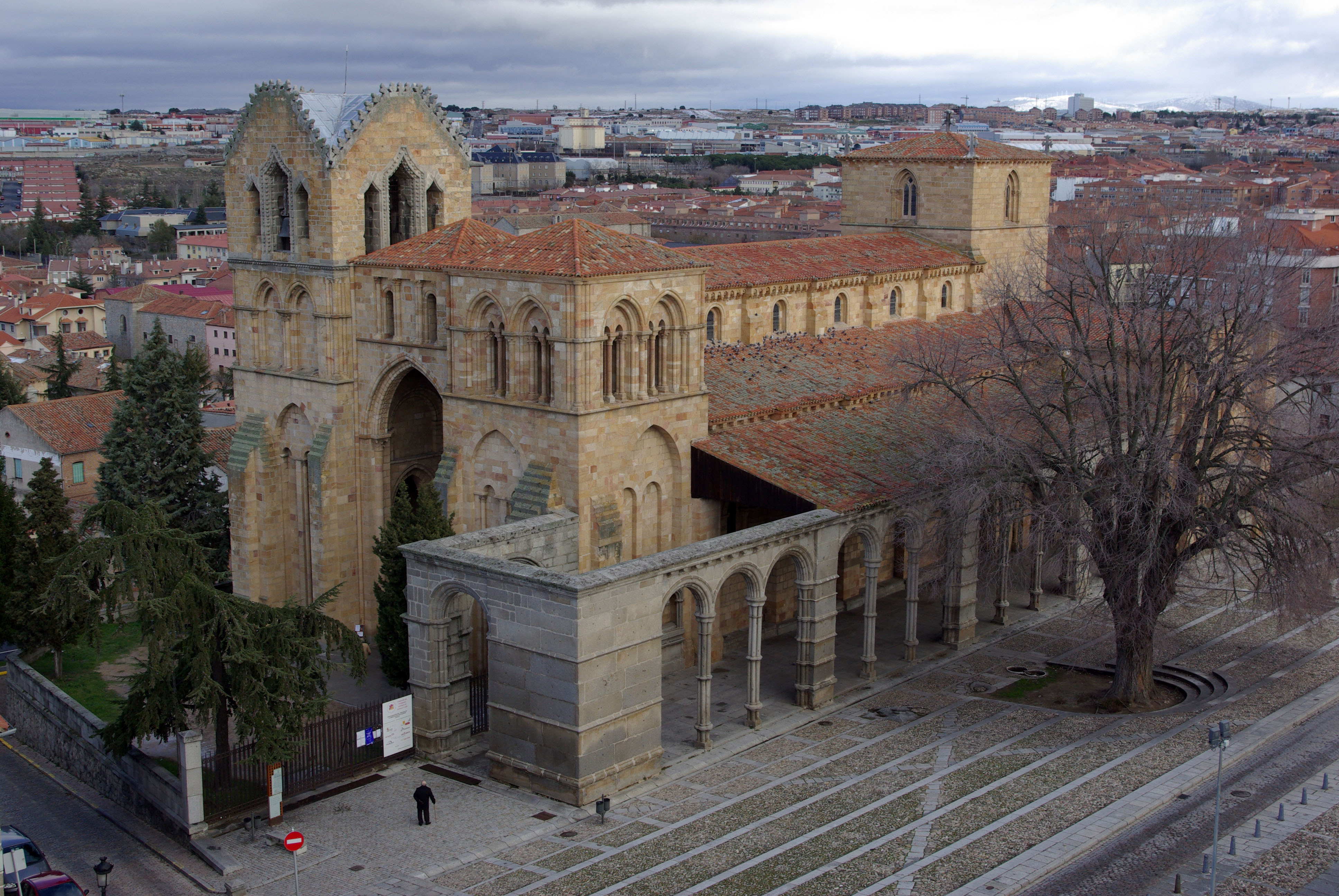
La basílica de San Vincenç d'Àvila.

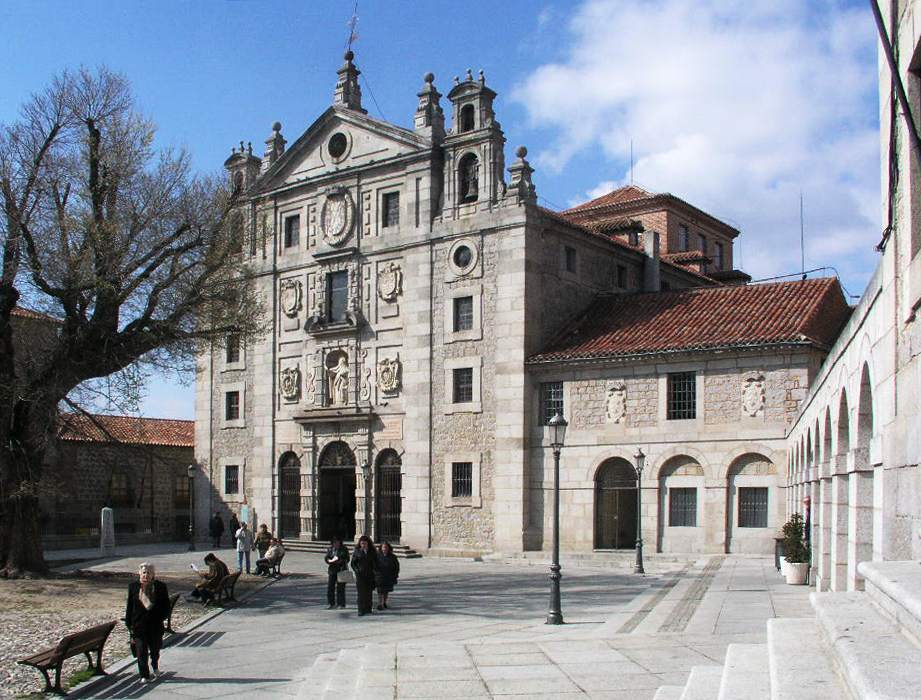
El convent de Santa Teresa d'Àvila.

La diòcesi d'Àvila (diócesis de Ávila en castellà, diocesis abulensis en llatí) és una demarcació eclesiàstica de l'Església Catòlica Romana a Espanya, radicada a la ciutat d'Àvila. És sufragània de l'arxidiòcesi de Valladolid.
El bisbe actual és Jesús García Burillo.

## Història
Amb successió episcopal almenys des del segle iv, declara tenir un origen apostòlic. Fou suprimida al segle ix, però restablerta a inici del segle xii, després de l'expulsió dels musulmans d'aquesta ciutat. Fou sufragània de l'arxidiòcesi de Mèrida fins a 1120, i de l'arxidiòcesi de Santiago de Compostel·la fins a 1857, que passa a Valladolid. Àvila ha estat una ciutat important en la història medieval i moderna, Priscil·lià en va ser bisbe al segle iv, i després ha tingut gran relació amb sants com Teresa de Jesús i Joan d'Àvila.

## Episcopologi
El llistat de bisbes s'inicia tradicionalment amb sant Segon, patró d'Àvila. No obstant això, el primer bisbe ben documentat és a partir del 610, durant el regne visigot. Des d'aleshores hi ha hagut nombrosos titulars de la diòcesi. Des de finals del segle xix hi ha hagut els següents:
| Titular                   | Període   |
| ------------------------- | --------- |
| Joaquín Beltrán y Asensio | 1898-1917 |
| Enric Pla i Deniel        | 1918-1935 |
| Santos Moro Briz          | 1935-1968 |
| Maximino Romero de Lema   | 1968-1973 |
| Felipe Fernández García   | 1976-1991 |
| Antonio Cañizares Llovera | 1992-1996 |
| Adolfo González Montes    | 1997-2002 |
| Jesús García Burillo      | 2003-Act. |